# Chrétien Urhan
Chrétien Urhan (Monschau, Renània del Nord-Westfàlia, 16 de febrer de 1790 - Belleville (París) 2 de novembre de 1845) fou un violinista, organista compositor i tocador de la viola d'amore.
El 1827 junt amb els germans Anton i Max Boherer i Tilmant van establir un quartet, amb el qual van donar diversos concerts a la capital de França. Abans de compondre fa classes de violí. Té entre els seus alumnesAdolphe-Joseph-Louis Alizard. Meyerbeer va escriure per a ell el solo de viola d'amore en l'òpera Els Hugonots. Les obres publicades per aquest artista, que l'abat Mainzer anomenava «el pendant seràfic del diabòlic Berlioz», perquè el seu romanticisme apareix templet i quasi místic, són:
- dos Quintets Romàntics, per a dos violins, dues violes i violoncel;
- un Quintet, per a tres violes, violoncel i contrabaix (amb timbals ad libitum);
- tres Duets romàntics, per a piano a quatre mans;
- peces paer a piano i cançons.